# Hardball (sèrie de televisió)
Hardball és una sèrie de televisió infantil australiana. La sèrie està produïda per Northern Pictures amb Screen Australia en associació amb Create NSW i l'Australian Children's Television Foundation. Es va estrenar a l'aplicació d'ABC Me l'1 d'abril de 2019 i es va emetre a la televisió el 22 d'abril de 2019; la segona temporada es va estrenar el 2021. La gravació va tenir lloc a l'escola pública La Perouse de Sydney. S'ha doblat al català pel canal Super3.

## Sinopsi
En Mikey es trasllada a l'oest de Sydney, on coneix en Jerry i la Salwa, que volen ajudar-lo a guanyar a handbol. La directora de l'escola escollida és la Sra. Crapper i els pares de la Tiffany són l'Steele i l'Stone.